# (10661) Teutoburgerwald
(10661) Teutoburgerwald (1211 T-2) – planetoida z pasa głównego asteroid okrążająca Słońce w ciągu 3,41 lat w średniej odległości 2,27 j.a. Została odkryta 29 września 1973 roku.